# Pleistoanax
Pleistoanax (altgriechisch Πλειστοάναξ, Πλειστώναξ Pleistoánax, Pleistṓnax, deutsch ‚Gebieter über Viele‘ ; * um 470 v. Chr.; † 408 v. Chr.) war ein antiker spartanischer König aus dem Haus der Agiaden.

## Erste Regentschaft
Er war Sohn des Pausanias, des berühmten Feldherrn während der Perserkriege und wurde 458 v. Chr. Nachfolger des Königs Pleistarchos. Wegen Pleistoanax’ Jugend übte zunächst sein Onkel Nikomedes die Regentschaft aus. Dieser führte 457 v. Chr. die Lakedämonier gegen die Phoker und besiegte diese. 445 v. Chr., als Perikles einen Feldzug gegen Euböa führte, fiel Pleistoanax in Attika ein und verwüstete das Land. Wegen seiner Jugend hatten die Ephoren ihm Kleandridas als Begleiter bestimmt. Als sie die Expedition abgebrochen hatten, wurden sie beschuldigt, von Perikles bestochen worden zu sein. Kleandridas wurde zum Tode verurteilt und Pleistoanax wurde eine unbezahlbare Strafe auferlegt. Deshalb ging er nach Arkadien in die Verbannung. Neunzehn Jahre lebte er im Zeus-Heiligtum auf dem Lykaion. Sein junger Sohn Pausanias wurde unterdessen König.

## Zweite Regentschaft
Aufgrund eines delphischen Orakelspruchs kehrte Pleistoanax während des Peloponnesischen Krieges 426 v. Chr. nach Sparta zurück und übernahm wieder die Königswürde. Seine Gegner behaupteten, dass Pleistoanax' Bruder Aristokles die Priesterin zu dieser Weissagung bewegt hätte. Jeder seiner Schritte wurde genau verfolgt und jede Niederlage im Konflikt mit Athen wurde von seinen Widersachern ausgenutzt. Diese Tatsache bewog ihn 421 v. Chr. zu einem Friedensschluss mit Athen, dem sogenannten Nikiasfrieden. Nach seinem Tod 408 v. Chr. wurde wiederum sein Sohn Pausanias Thronfolger.